# Володимирський староста
Володимирські старости — урядники у місті Володимир
- Івашко Юрша (1441—1453)
- Пашко Дахнович (1453—1461)
- Олізар Шилович (1461—1480)
- Олександр Санґушкович (1480—1491)
- Войтех Кучукович (1491—1495)
- Василь Хребтович (1495—1501)
- Юрій Гольшанський (1501—1503)
- Федько Янушкевич (1503—1505)
- Василь Полубенський (1505—1507)
- Федько Янушкевич (1507—1508)
- Андрій Олександрович Санґушко (1508—1531)
- Федір Санґушко (1531—1547)
- Владислав Кшишковський
- Юрій Янушович Заславський
- Петро Кишка
- Франциск-Антоній Ледуховський
- Олександр Федорович Чорторийський
- Костянтин Острозький (підчаший литовський)
- Костянтин Василь Острозький
- Острозький Януш Васильович
- Роман Гойський
- Санґушко
- Адам Олександр Санґушко
- Юзеф Стемпковський
- Ґабріель Стемпковський
- Даніель Стемпковський
- Войцех Чацький
- Міхал Геронім Чацький

- князь Юрій Іванович

## Джерело
- Włodzimierz // Słownik geograficzny Królestwa Polskiego. — Warszawa : Druk «Wieku», 1895. — Т. XIV. — S. 173. (пол.) — S. 173—175. (пол.)